# Municipio de Ewoldt
El municipio de Ewoldt (en inglés: Ewoldt Township) es un municipio ubicado en el condado de Carroll en el estado estadounidense de Iowa. En el año 2010 tenía una población de 229 habitantes y una densidad poblacional de 2,63 personas por km².

## Geografía
El municipio de Ewoldt se encuentra ubicado en las coordenadas 41°54′37″N 95°1′33″O / 41.91028, -95.02583. Según la Oficina del Censo de los Estados Unidos, el municipio tiene una superficie total de 87.17 km², de la cual 87,15 km² corresponden a tierra firme y (0,02 %) 0,02 km² es agua.

## Demografía
Según el censo de 2010, había 229 personas residiendo en el municipio de Ewoldt. La densidad de población era de 2,63 hab./km². De los 229 habitantes, el municipio de Ewoldt estaba compuesto por el 99,56 % blancos, el 0,44 % eran afroamericanos. Del total de la población el 0 % eran hispanos o latinos de cualquier raza.